# Ossancora
Ossancora es un género de pequeños peces de agua dulce de la familia Doradidae en el orden Siluriformes. Sus 4 especies habitan en aguas templado-cálidas y cálidas de América del Sur, y son denominadas comúnmente armados. La mayor longitud que alcanza ronda los 11 cm.

## Taxonomía
Este género fue descrito originalmente en el año 2011 por los ictiólogos José Luis Olivan Birindelli y Mark Henry Sabaj Pérez.
Especies
Ossancora se subdivide en 4 especies:
- Ossancora asterophysa Birindelli & Sabaj Pérez, 2011
- Ossancora eigenmanni (Boulenger, 1895)
- Ossancora fimbriata (Kner, 1855)
- Ossancora punctata (Kner, 1853)

## Distribución
Este género se encuentra en ríos de aguas tropicales y subtropicales del norte y centro de América del Sur, desde la cuenca amazónica del Brasil hasta Bolivia el Paraguay y el nordeste de la Argentina en la cuenca del Plata, en los ríos Paraná y Paraguay.
Dos especies (Ossancora asterophysa y Ossancora fimbriata) son exclusivas de la cuenca amazónica, una es exclusiva de la cuenca del Plata (Ossancora eigenmanni), mientras que la restante (Ossancora punctata) habita en ambas cuencas.